# 2005. február 24-i konzisztórium
A 2005. február 24-i konzisztóriumot II. János Pál pápa hívta össze és Angelo Sodano bíboros elnökletével zajlott le. Ezen a konzisztóriumon 5 boldog szenttéavatási határozatát hirdette ki és 3 diakónus-bíborost emelt presbiter-bíborossá.

## Szenttéavatási határozatok
- Józef Bilczewski püspök
- Gaetano Catanoso pap és rendalapító
- Zygmunt Gorazdowski pap és rendalapító
- Alberto Hurtado Cruchaga jezsuita pap
- Felice da Nicosia (Filippo Giacomo Amoroso) kapucinus szerzetes

A konzisztórium során a pápa elrendelte, hogy az öt új szent 2005. október 23-án kerüljön fel a szentek névsorába.

## Előléptetett bíborosok
| Nº                         | Ország                     | Név                        | Életkor                    | Hivatal |
| Nem pápaválasztó bíborosok | Nem pápaválasztó bíborosok | Nem pápaválasztó bíborosok | Nem pápaválasztó bíborosok | Nem pápaválasztó bíborosok                                                                                    |
| -------------------------- | -------------------------- | -------------------------- | -------------------------- | --- |
| 1                          | Olaszország                | Luigi Poggi                | 87                         | a Vatikáni Titkos Levéltár nyugalmazott levéltárosa, a Vatikán Apostoli Könyvtárának nyugalmazott könyvtárosa |
| 2                          | Olaszország                | Carlo Furno                | 84                         | a Jeruzsálemi Szent Sír Lovagrend nagymestere                                                                 |
| 3                          | Svájc                      | Gilberto Agustoni          | 82                         | az Apostoli Szignatúra Legfelsőbb Bírósága nyugalmazott prefektusa                                            |